# Sándor Hódosi
Sándor Hódosi (28 avril 1966 à Budapest) est un kayakiste hongrois pratiquant la course en ligne.
Il est sacré champion olympique à Séoul, en 1988, en K-4 1000 m.